# Цыбуленко, Зиновий Иванович
Зиновий Иванович Цыбуленко (укр. Зіновій Іванович Цибуленко; род. 30 августа 1937, Городоватка, Днепропетровская область) — советский и российский учёный-правовед, специалист по гражданскому праву, доктор юридических наук (1991), профессор (1993), заведующий кафедрой гражданского права Саратовской государственной юридической академии (1989—2008), Почётный работник высшего профессионального образования Российской Федерации (2001).

## Биография
Родился 30 августа 1937 года в селе Городоватка Широковского района Днепропетровской области Украинской ССР.
В 1956 году окончил среднюю школу. В 1956—1959 годах служил в армии.
В 1959—1964 годах — учёба в Саратовском юридическом институте имени Д. И. Курского.
В 1964—1970 годах — стажёр, затем народный судья Ставропольского городского суда.
В 1970—1972 годах — учёба в очной аспирантуре Саратовского юридического института имени Д. И. Курского. В 1972 году защитил диссертацию на соискание учёной степени кандидата юридических наук на тему «Обязательства хранения в советском гражданском праве» под руководством доктора юридических наук, профессора Виктора Алексеевича Тархова.
В 1972—1989 годах — преподаватель, затем доцент кафедры гражданского права Саратовского юридического института имени Д. И. Курского. В 1977 году присвоено учёное звание доцента.
В 1989—2008 год — заведующий кафедрой гражданского права Саратовской государственной академии права. В 1991 году защитил диссертации на соискание учёной степени доктора юридических наук на тему «Правовые проблемы сотрудничества при исполнении хозяйственных обязательств в условиях перехода к рыночной экономике». Научными консультантами при написании диссертации выступали профессора Виктор Алексеевич Тархов и Юрий Хамзатович Калмыков. В 1993 году присвоено учёное звание профессора.
С 2008 года — профессор кафедры гражданского права Саратовской государственной юридической академии.

## Научная деятельность
Основными направлениями научной деятельности является изучение проблем осуществления и защиты гражданских прав, создания и деятельности юридических лиц, сделок с недвижимостью, обязательственного права и отдельных видов обязательств, в частности, исполнения и обеспечения исполнения обязательств, ответственности за их нарушение, применения норм гражданского законодательства, права на жилище.
Активно участвует в подготовке научных и педагогических кадров. Под его руководством защищено 30 кандидатских и две докторские диссертации. С 1993 года входит в диссертационные советы при Саратовской государственной юридической академии и Кубанском государственном университете. Выступает как официальный оппонент при защите диссертаций, входил в состав комиссий по государственной аккредитации и аттестации вузов России. Автор и соавтор ряда учебников и учебных пособий по гражданскому праву, востребованных не только в родном вузе, но и в иных учебных заведениях.
Входит в редакционные коллегии научных журналов «Вестник Саратовской государственной юридической академии», «Наследственное право» и «Власть закона». Многократно выступал рецензентом различных научных изданий.
Руководитель Саратовской научной школы гражданского и семейного права.
Опубликовал более 150 научных работ, среди которых несколько монографий. Публиковался научных журналах «Государство и право», «Правоведение», «Российская юстиция», «Хозяйство и право» и других.

### Некоторые публикации

#### Диссертации
- Цыбуленко З. И. Обязательства хранения в советском гражданском праве. Дис. … канд. юрид. наук. — Саратов, 1972. — 208 с.
- Цыбуленко З. И. Правовые проблемы сотрудничества при исполнении хозяйственных обязательств в условиях перехода к рыночной экономике. Дис. … д-ра юрид. наук. — Саратов, 1991. — 394 с.

#### Монографии, учебники
- Цыбуленко З. И. Освобождение имущества от ареста. Учебное пособие / Под ред. В. А. Тархова. — Саратов: Издательство СГУ, 1976. — 38 с.
- Цыбуленко З. И. Обязательства хранения в советском гражданском праве. — Саратов: Издательство СГУ, 1980. — 141 с.
- Цыбуленко З. И. Сотрудничество социалистических предприятий при исполнении хозяйственных обязательств / Под ред. В. А. Тархова. — Саратов: Издательство СГУ, 1988. — 177 с.
- Коллектив авторов. Гражданское право России. Часть первая: Практикум / Под ред. П. В. Рамзаева, З. И. Цыбуленко. — 2-е изд., перераб. и доп.. — М.: Юристъ, 1999. — 162 с. — (Institutiones). — ISBN 5-7975-0220-8.
- Коллектив авторов. Гражданское право России. Часть первая: Учебник / Под ред. З. И. Цыбуленко. — М.: Юристъ, 1998. — 459 с. — (Institutiones). — ISBN 5-7975-0076-0.
- Коллектив авторов. Гражданское законодательство России: Сборник нормативно-правовых актов и документов / Под ред. З. И. Цыбуленко. — М.: Юристъ, 1999. — 819 с. — (Res cottidiana). — ISBN 5-7975-0297-6.
- Цыбуленко З. И. Законодательство об ипотеке (залоге недвижимости): Учебно-методическое пособие. — Саратов: Издательство СГАП, 2001. — 29 с. — ISBN 5-7924-0151-9.
- Коллектив авторов. Правоведение: учебник / Под ред. А. В. Малько. — 5-е из. стер.. — М.: Кнорус, 2016. — 400 с. — (Бакалавриат). — ISBN 978-5-406-04635-7.
- Коллектив авторов. Большой юридический словарь / Под ред. А. В. Малько. — М.: Проспект, 2009. — 704 с. — ISBN 978-5-392-00675-5.
- Коллектив авторов. Юридический энциклопедический словарь / Под ред. А. В. Малько. — М.: Проспект, 2020. — 1136 с. — ISBN 978-5-392-30642-8.

#### Статьи
- Баринов Н. А., Цыбуленко З. И. Обязательства хранения имущества в судебной практике // Советская юстиция : научный журнал. — 1972. — № 17. — С. 12—15.
- Цыбуленко З. И. Сохраним сельскохозяйственную продукцию! // Хозяйство и право : научный журнал. — 1979. — № 4. — С. 35—38.
- Меркулов В. В., Рыбаков В. А., Цыбуленко З. И., Щелчков О. А. В. А. Тархов. Гражданское правоотношение. Монография. Уфа: Изд-во Уфим. ВШ МВД РФ, 1993. 124 с. (Рецензия) // Государство и право : научный журнал. — 1995. — № 9. — С. 147—149.
- Цыбуленко З. И. Рента и пожизненное содержание с иждивением // Российская юстиция : научный журнал. — 1997. — № 7. — С. 19—20.
- Цыбуленко З. И. Сделки с недвижимостью и их регистрация // Хозяйство и право : научный журнал. — 1998. — № 2. — С. 52—62.
- Вавилин Е. В., Цыбуленко З. И. Челышев М. Ю. Концепция оптимизации межотраслевых связей гражданского права: постановка проблемы. — Казань: Изд-во Казан. ун-та, 2006. — 160 с. (Рецензия) // Правоведение : научный журнал. — 2007. — № 1. — С. 259—261.
- Цыбуленко З. И. Публичные сервитуты в законодательстве Российской Федерации // Вестник СГЮА : научный журнал. — 2020. — № 2 (133). — С. 123—133. — ISSN 2227-7315. — doi:10.24411/2227-7315-2020-10045.

## Критика
По сведениям сетевого сообщества «Диссернет» участвовал в защите пяти, так называемых, «красочных диссертаций».

## Награды
- Медаль «Ветеран труда» (1986);
- Почётный работник высшего профессионального образования Российской Федерации (2001).

### Биография
- Цыбуленко, Зиновий Иванович // Видные учёные-юристы России (Вторая половина XX века). Энциклопедический словарь биографий / ред. В. М. Сырых. — М.: РАП, 2006. — 548 с. — 1500 экз. — ISBN 5-93916-056-5.
- Улиско А. Н., Хмелёва Т. И. К 75-летию Зиновия Ивановича Цыбуленко // Вестник СГЮА : научный журнал. — 2012. — № 4 (87). — С. 227—228. — ISSN 2227-7315.
- Камышанский В. П. К 80-летию доктора юридических наук, профессора Зиновия Ивановича Цыбуленко! // Власть закона : научный журнал. — 2017. — № 3 (31). — С. 14—19. — ISSN 2079-0295.
- 80 лет профессору, доктору юридических наук З. И. Цыбуленко // Вестник гражданского процесса : научный журнал. — 2017. — № 5. — С. 310—311. — ISSN 2226-0781.

### Критика
- Фаткудинов З. М., Челышев М. Ю. Вавилин Е. В. Аренда транспортных средств / Под ред. З. И. Цыбуленко. Саратов: Изд-во Саратовской государственной академии права, 2001. 116 с. (Рецензия) // Правоведение : научный журнал. — 2001. — № 5. — С. 278—279.